# 성 플로리아누스

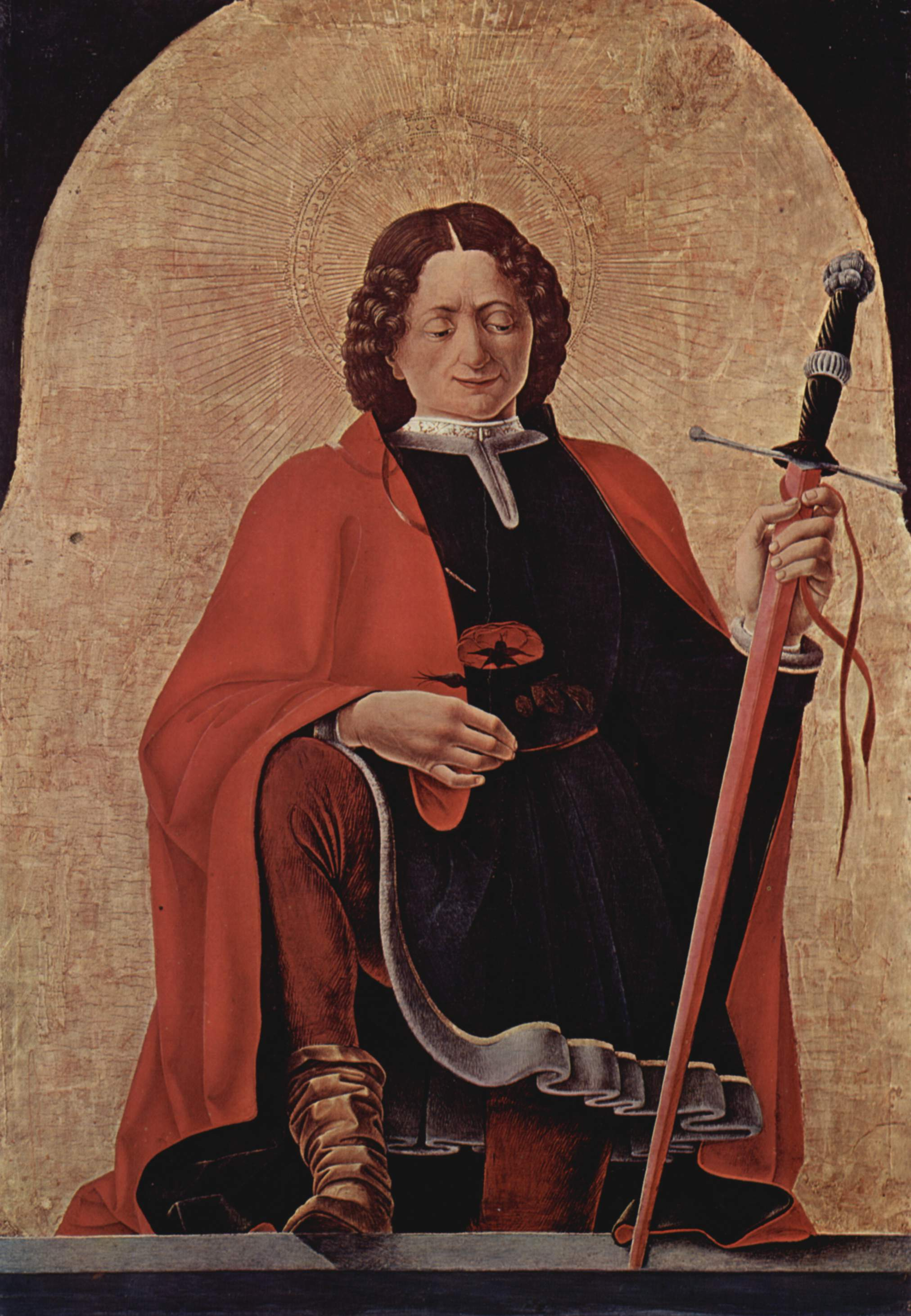

성 플로리아누스(라틴어: Florianus, AD 250 – c. 304)는 기독교인 성자이자 굴뚝 청소부의 수호성인이었다. 비누 제작자, 소방관이기도 했다. 그의 축일은 5월 4일이다. 플로리아누스는 또한 오스트리아의 후작 레오폴드 3세와 함께 폴란드, 오스트리아 린츠, 오버외스터라이히주의 수호성인이기도 하다.